# Nuno II Mendes
Nuno Mendes ou Nuño Menéndez (mort en février 1071) est le dernier comte de Portugal de la famille de Vímara Peres. Fils du comte Mendo Nunes (Menendo Núñez), ses désirs d'une plus grande autonomie pour le Portugal l'amène à affronter le roi Garcia II de Galice. Le 18 février 1071, lors de la Bataille de Pedroso,  près du Monastère de São Martinho de Tibães, il est vaincu et tué. Cela conduit le victorieux Garcia II à se faire proclamer roi de Galice et de Portugal. Le comté de Portugal est ensuite intégré aux couronnes de Galice et de León jusqu'à ce qu'il soit recréé par le roi Alphonse VI un quart de siècle plus tard.

## Biographie
Dirigeant du Monastère de Guimarães, il apparaît pour la première fois dans la curia regis du roi Ferdinand Ier de León en 1059. Il épouse Goncina,  fait don au monastère de Santo Antonino de Barbudo de quelques propriétés à Luivão, non loin de la Cávado, confirmant que Ego come Nunus Menendiz et uxor mea comitissa domna Goncina (Moi, le comte Nuno Menéndez et ma femme la comtesse dona Goncina). Il possède des propriétés à Nogueira, Santa Tecla, Dadim, Cerqueda, Gualtar et Barros, qui sont probablement confisquées après sa défaite et données plus tard par le roi Alfonso VI de León à son gendre Sisnando. Bien que la bataille de Pedroso soit datée par erreur en janvier de cette année-là, comme mentionné dans le Chronicon Lusitanum, ce don prouve que la bataille a eu lieu en février plutôt qu'en janvier.
Avec sa femme Goncina, il a au moins une fille, Loba Aurevelido Nunes, qui épouse Sisnando Davides. Le comte Martim Moniz, fils de Munio Fromarigues et mari d'Elvira Sisnandes, succède à Sisnando comme gouverneur du comté,,. Il est également peut-être le père du comte Gómez Núñez et de son frère le comte Fernando,. Selon des sources portugaises, le comte Gómez était le fils du comte Nuño Velázquez. Néanmoins, Nuño Velázquez apparaît dans une charte datée de 1070 au monastère de Sahagún avec son épouse Fronilde Sánchez et ses enfants, Alfonso, Menendo, Sancho et Elvira Núñez sans aucune mention d'un fils nommé Gómez. Fernando Núñez apparaît également avec son épouse dans une charte du 29 décembre 1127 faisant une donation à la Cathédrale d'Ourense de sa part dans le Monastère de Santa María de Porqueira qu'il déclare avoir hérité de sa mère Goncina et de son père Nuño Mídiz (peut-être Menéndez). De plus, Gómez Núñez apparaît également en 1138 en faisant don d'une propriété qu'il a héritée de la comtesse Goncina, et quelques années plus tôt, en 1126, il fit une autre donation à l'Abbaye de Cluny dans laquelle il mentionne son frère Fernando Núñez.